# Claudia Isailă
Claudia Isailă (ur. 17 lipca 1973) – rumuńska lekkoatletka specjalizująca się w rzucie oszczepem.
W 1992 w Seulu zdobyła tytuł mistrzyni świata juniorów. Dwukrotnie startowała w mistrzostwach Europy - Stuttgart 1993 (7. miejsce) oraz Göteborg 1995 (nie awansowała do finału). Srebrna medalistka uniwersjady (1995).
Rekord życiowy nowym modelem oszczepu - 59,10 (27 maja 2001, Bukareszt).